# Österreichischer Versuchssenderverband
Der Österreichische Versuchssenderverband (ÖVSV) ist ein nicht auf Gewinnerzielung gerichteter Verein zum Zwecke der Förderung und Erhaltung des Amateurfunks. Der 1926 von Franz Anderle gegründete Verein erstreckt seine Tätigkeit auf das gesamte Bundesgebiet der Republik Österreich. Laut Stand 2025 sind inklusive Automatische Stationen und Klubstationen rund 7400 Lizenzen aktiv.
Der Verein ist das österreichische Mitglied der International Amateur Radio Union (IARU, Region 1).
Er ist in einen Dachverband (DV), in neun Landesverbände (LV) und in die Austrian Military Radio Society (AMRS, Amateurfunkverein des Bundesheeres) gegliedert.
Die Landesverbände mit den österreichischen Präfixen und Mitgliederzahlen (Stand Oktober 2023):
| Präfix | Landsverband     | Mitglieder |
| ------ | ---------------- | ---------- |
| OE1    | Wien             | 565        |
| OE2    | Salzburg         | 153        |
| OE3    | Niederösterreich | 833        |
| OE4    | Burgenland       | 83         |
| OE5    | Oberösterreich   | 785        |
| OE6    | Steiermark       | 647        |
| OE7    | Tirol            | 410        |
| OE8    | Kärnten          | 168        |
| OE9    | Vorarlberg       | 238        |
|        | AMRS             | 301        |
| Total  |                  | 4183       |

Die monatlich herausgegebene Vereinszeitung QSP (der Titel entspricht dem Q-Schlüssel „Ich werde vermitteln“) enthält wichtige Informationen über das Vereinsgeschehen im Dachverband, wie auch in den Landesverbänden. Weiters enthält die Zeitschrift auch die Ergebnisse von abgehaltenen Amateurfunkwettbewerben.